# コミュニケーション学科
コミュニケーション学科（コミュニケーションがっか）とは、主にコミュニケーション学を学術研究する大学の学科。以下の大学などに設置されている。

## コミュニケーション学科設置大学
コミュニケーション学科
- フェリス女学院大学文学部
- 常磐大学人間科学部
- 仁愛大学人間学部

コミュニケーション文化学科
- 跡見学園女子大学文学部
- 大妻女子大学文学部
- 皇學館大学文学部

言語コミュニケーション学科
- 徳島文理大学短期大学部
- 信州豊南短期大学
- 鹿児島国際大学国際文化学部
- 愛知大学国際コミュニケーション学部

（類似学科・コース設置大学等）
- 言語コミュニケーション学域 | 立命館大学文学部
- 言語コミュニケーション文化研究科 | 関西学院大学大学院
- グローバル文化専攻・言語情報コミュニケーション系言語コミュニケーションコース | 神戸大学大学院国際文化学研究科
- 言語コミュニケーション研究センター | 静岡県立大学
- 言語コミュニケーション研究科 | 松山大学大学院
- 多言語コミュニケーションセンター | 明海大学外国語学部
- 言語・コミュニケーション学科 | 広島国際大学人間環境学部
- 言語コミュニケーションコース | 長崎大学多文化社会学部
- 言語・コミュニケーションコース | 北星学園大学英文学科
- 言語コミュニケーション専攻 | 龍谷大学大学院 国際学研究科[1]
- コミュニケーション学[2] | 桜美林大学リベラルアーツ学群 人文領域

国際言語コミュニケーション学科
- 関西外国語大学国際言語学部
- 椙山女学園大学外国語学部

国際コミュニケーション学科
- 滋賀県立大学人間文化学部
- 神田外語大学外国語学部
- 長崎外国語大学外国語学部
- 青山学院大学国際政治経済学部
- 東京経済大学コミュニケーション学部
- 東洋英和女学院大学国際社会学部
- 明星大学人文学部
- 北陸大学国際コミュニケーション学部
- 山梨県立大学国際政策学部
- 大阪国際大学国際教養学部　国際コミュニケーション学科
- 阪南大学国際学部
- 沖縄大学人文学部

（類似学科・コース設置大学等）
- 言語文化学科 国際コミュニケーションコース | 比治山大学現代文化学部

国際文化コミュニケーション学科
- 東洋大学文学部
- 東海大学国際文化学部

グローバルコミュニケーション学科
- 武蔵野大学グローバル学部
- 常葉大学外国語学部
- 関西国際大学国際コミュニケーション学部
- 神戸松蔭大学（神戸松蔭女子学院大学より名称変更）文学部

（類似学科・コース設置大学等）
- グローバル・コミュニケーション学科 | 東洋学園大学グローバル・コミュニケーション学部
- グローバル・コミュニケーション学科 | 愛知淑徳大学グローバル・コミュニケーション学部[3]
- グローバル・コミュニケーション課程 | 群馬県立女子大学国際コミュニケーション学部

英語コミュニケーション学科
- 東京国際大学言語コミュニケーション学部
- 文京学院大学外国語学部
- 東京家政大学人文学部
- 沖縄キリスト教学院大学人文学部

英語文化コミュニケーション学科設置大学
- 敬和学園大学人文学部
- 聖心女子大学現代教養学部
- 東海大学文学部

（類似学科・コース設置大学等）
- 英米語学科英語コミュニケーション専攻｜名古屋外国語大学外国語学部

日本語コミュニケーション学科
- 武蔵野大学グローバル学部
- 実践女子大学短期大学部

（類似学科・コース設置大学等）
- アジア言語学科日本語・コミュニケーション専攻 | 京都産業大学外国語学部
- 日本文化コミュニケーション学科 | 松蔭大学コミュニケーション文化学部

情報コミュニケーション学科
- 大分県立芸術文化短期大学
- 川村学園女子大学教育学部（情報教育学科を改組して）
- 広島工業大学情報学部（知的情報システム学科を改組して）
- 尚美学園短期大学（2001年廃止）
- 立命館大学情報理工学部（2006年まで）
- 明治大学情報コミュニケーション学部
- 台北城市科技大学
- 開南大学情報学部
- 台鋼科技大学
- 世新大学
- 銘伝大学コミュニケーション学部
- 中国文化大学新聞コミュニケーション学部
- 中国科技大学 (台湾)情報学部
- 淡江大学文学部
- 元智大学
- 修平科技大学
- 南台科技大学
- 崑山科技大学情報テクノロジー学部
- 水原大学校
- 中州科技大学
- 秋葉未来大学情報通信学部（開学されず）

（類似学科・コース設置大学等）
- コミュニケーション情報学科 | 熊本大学文学部
- 情報ネットワーク・コミュニケーション学科 | 神奈川工科大学情報学部
- 情報コミュニケーションコース | 日本文理大学工学部 情報メディア学科

その他コミュニケーション学科
- 心理コミュニケーション学科 | 大阪国際大学人間科学部
- 心理・コミュニケーション学科 | 東京女子大学現代教養学部
- 心理コミュニケーション学科 | フェリス女学院大学 グローバル教養学部
- マス・コミュニケーション学科 | 江戸川大学メディアコミュニケーション学部
- メディアコミュニケーション学科 | 東洋大学社会学部
- メディア・コミュニケーション学科 | 福岡女学院大学人文学部
- コミュニケーション社会学科 | 文京学院大学人間学部
- 子どもコミュニケーション学科 | 浜松学院大学現代コミュニケーション学部
- コミュニケーション・デザイン学科 | 愛知東邦大学経営学部
- 社会コミュニケーション学科 | 東京女子大学現代教養学部